# Так це шлюб?
Так це шлюб? (англ. So This Is Marriage?) — американська драма режисера Гобарта Генлі 1924 року.

## У ролях
- Конрад Нейджел — Пітер Марш
- Елеанор Бордман — Бет Марш
- Лью Коуді — Даніель Ранкін
- Клайд Кук — містер Браун
- Едвард Коннеллі — Натан
- Джон Боулс — Юрій
- Ворнер Оланд — Кінг Девід
- Мейбл Жюльєнна Скотт — Вірсавія
- Міс Дюпон — Віра Келлогг
- Джон Патрік — Августус Шарп